# دمج الفقرات

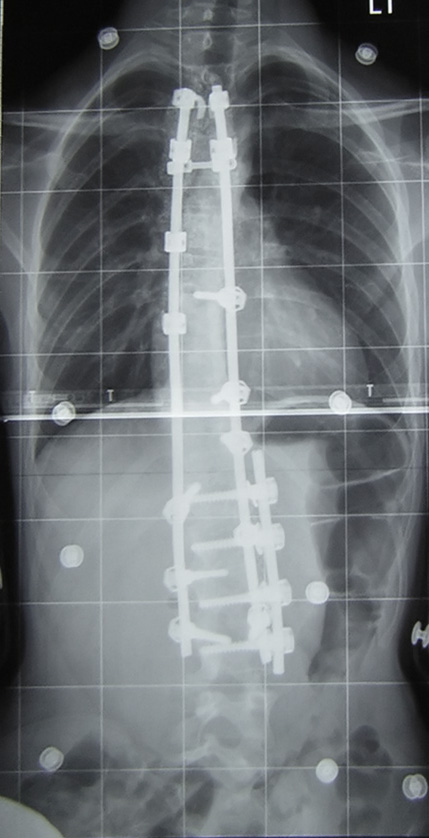
دمج الفقرات من الظهرية الأولى إلى القطنية الثالثة لعلاج حالة من الجنف الغامض في مريض مراهق، مع استخدام تركيبات معدنية لتثبيت الفقرات المدمجة

دمج الفقرات (بالإنجليزية: Vertebral fusion or Spinal fusion)‏ هي إحدى عمليات الجراحة العصبية وجراحة العظام. يتم فيها دمج فقرتين من فقرات العمود الفقري معاً كفقرة واحدة، عن طريق تحفيز تكون أنسجة عظمية لإيثاق الفقرتين معاً. يمكن أن تجرى هذه العملية بشكل مستقل، وقد تجرى معها عملية لتثبيت الفقرات، وقد يستعاض بدمج الفقرات عن تثبيتها.
أشيع استطبابات إجراء عملية دمج الفقرات هي تخفيف الألم والضغط الذي يسبب الألم الميكانيكي المرافق أو تخفيف الضغط على الحبل الشوكي الذي ينتج عندما يتآكل القرص الفقري (الغضروف بين فقرتين)، مثلما يحدث عند مرضى داء القرص التنكسي. تشمل الحالات المرضية الشائعة الأخرى التي تُعالَج عن طريق دمج الفقرات التضيق الشوكي، وانزلاق الفقار، وداء الفقار، وكسور العمود الفقري، والجنف، والحداب.
مثل أي عملية جراحية، قد تشمل المضاعفات العدوى وفقدان الدم وتلف الأعصاب. يغير الدمج الفقري أيضًا الحركة الطبيعية للعمود الفقري ويؤدي إلى مزيد من الضغط على الفقرات أعلى وأسفل الأجزاء المندمجة. نتيجة لذلك، تشمل المضاعفات طويلة المدى تنكس هذه الأجزاء المجاورة للعمود الفقري.

## الاستخدامات الطبية
يمكن استخدام دمج الفقرات لعلاج مجموعة متنوعة من الحالات التي تؤثر على أي مستوى من مستويات العمود الفقري، سواء كان القطني أو الرقبي أو الصدري. بشكل عام، تُجرى عملية دمج الفقرات لتخفيف ضغط العمود الفقري وتثبيته. لوحظ أن أكبر فائدة لهذا الإجراء كانت في حالات علاج الانزلاق الفقاري، مقارنة بعلاج حالات التضيق الشوكي.
السبب الأكثر شيوعًا للضغط على الحبل الشوكي والأعصاب هو داء القرص التنكسي. تشمل الأسباب الشائعة الأخرى فتق القرص، والتضيق الشوكي، والصدمات، وأورام العمود الفقري. ينتج التضيق الشوكي عن نمو العظام (التنبّتات العظمية) أو الأربطة السميكة التي تسبب تضيق القناة الشوكية بمرور الوقت. يسبب ذلك آلامًا في الساق عند النشاط الزائد، وهي حالة تسمى العرج العصبي. يسبب الضغط على الأعصاب عند خروجها من النخاع الشوكي (اعتلال الجذور) ألمًا في المنطقة التي تعصبها هذه الأعصاب (الساق في حال الإصابة القطنية والذراع في حال الإصابة الرقبية). في الحالات الشديدة، قد يسبب هذا الضغط حدوث عجز عصبي، مثل التنميل، والوخز، واضطرابات وظيفية في الأمعاء والمثانة، والشلل.
تُجرى عملية دمج الفقرات القطنية والرقبية أكثر من عمليات دمج الفقرات الصدرية. يحدث التنكس بشكل متكرر في هذه المستويات بسبب زيادة الحركة والضغط. يكون العمود الفقري الصدري أكثر ثباتًا، لذلك معظم عمليات الدمج التي تُجرى على المنطقة الصدرية ناتجة عن الصدمات أو التشوهات مثل الجنف والحداب والقعس.
تشمل الحالات التي يمكن إجراء عملية دمج الفقرات فيها ما يلي:
- داء القرص التنكسي.
- الانزلاق الغضروفي.
- الألم قرصي المنشأ.
- أورام العمود الفقري.
- كسور العمود الفقري.
- الجنف.
- الحداب (مثل داء شيرمان).
- الظهر المنحني.
- انزلاق الفقار.
- داء الفقار.
- متلازمة الفروع الخلفية.
- أمراض العمود الفقري التنكسية الأخرى.
- أي حالة تسبب عدم استقرار العمود الفقري.

## مضادات الاستطباب
لا يجب استخدام بروتين العظام المورفوجيني (rhBMP) (أحد أنواع عوامل النمو) بشكل روتيني في أي نوع من أنواع عمليات الدمج الفقري الرقبي الأمامي، مثل استئصال القرص الرقبي الأمامي ودمجه. تشير التقارير بأن هذا العلاج يسبب تورمًا في الأنسجة الرخوة، والذي بدوره قد يسبب مضاعفات مهددة للحياة بسبب صعوبة البلع والضغط على المركز العصبي التنفسي.

## وبائيًا
وفقًا لتقرير صادر عن وكالة أبحاث الرعاية الصحية والجودة (AHRQ)، أجريت حوالي 488 ألف عملية دمج فقرات لمرضى موجودين في مستشفيات الولايات المتحدة في عام 2011 (بمعدل 15.7 مريض لكل 10000 نسمة)، يمثل ذلك 3.1% من جميع الإجراءات الجراحية في غرفة العمليات. شكل ذلك زيادة بنسبة 70% في الإجراءات عن عام 2001. الدمج الفقري القطني هو النوع الأكثر شيوعًا من عمليات الدمج التي تُجرى، والتي تبلغ حوالي 210 ألف عملية سنويًا. تُجرى 24 ألف عملية دمج فقرات صدرية و157 ألف عملية دمج فقرات رقبية كل عام.
بحسب تحليل عام 2008 لعمليات الدمج الفقري في الولايات المتحدة:
- كان متوسط العمر لشخص خضع لعملية دمج الفقرات 54.2 عامًا، و53.3 عامًا لعمليات دمج الفقرات الرقبية الأولية، و42.7 عامًا لعمليات دمج الفقرات الصدرية الأولية، و56.3 عامًا لعمليات دمج الفقرات القطنية الأولية.
- أجريت 45.5% من جميع عمليات دمج الفقرات على الذكور.
- كان 83.8% من المرضى من البيض، و7.5% من السود، و5.1% من أصل لاتيني، و1.6% من آسيا أو جزر المحيط الهادئ، و0.4% من الأمريكيين الأصليين.
- كان متوسط مدة الإقامة في المستشفى 3.7 يومًا بشكل عام، و2.7 يومًا لمرضى دمج الفقرات الرقبية الأولي، و8.5 يومًا لمرضى دمج الفقرات الصدرية الأولي، و3.9 يومًا لمرضى دمج الفقرات القطنية الأولي.
- كانت الوفيات داخل المستشفى حوالي 0.25% من المرضى.[5]

## الفعالية
على الرغم من إجراء جراحة دمج الفقرات على نطاق واسع، لكن يوجد أدلة محدودة على فعاليتها في العديد من الحالات الطبية الشائعة. فمثلًا، في تجربة معشاة ذات شواهد لمرضى التضيق الشوكي، بعد 2 و5 سنوات لم يُلاحَظ وجود فوائد سريرية مهمة لعمليات الدمج القطني مع جراحة تخفيف الضغط، مقارنة بجراحة تخفيف الضغط وحدها. شملت هذه الدراسة السويدية 247 مريضًا مسجلين من 2006 إلى 2012، ووجدت أيضًا زيادة في التكاليف الطبية لأولئك الذين خضعوا لجراحة الدمج الفقري، نتيجة لزيادة وقت العملية الجراحية، ومدة الإقامة في المستشفى، وتكلفة الزرع.
إضافة إلى ذلك، وجدت مراجعة منهجية أجريت عام 2009 حول جراحات آلام أسفل الظهر أنه لا يوجد فائدة في النتائج الصحية (تحسن الألم أو الوظيفة) لإجراء جراحة الدمج الفقري مقارنةً بإعادة التأهيل المكثف، بما في ذلك العلاج السلوكي بالنسبة لآلام أسفل الظهر غير الجذعية المصحوبة بداء القرص التنكسي. وبالمثل، رأى باحثون في ولاية واشنطن أن لجراحة الدمج الفقري القطني فائدة طبية مشكوك فيها، وتكاليف متزايدة، ومخاطر أكبر، مقارنة ببرامج علاج الألم المكثف لآلام أسفل الظهر المزمنة لمرضى داء القرص التنكسي.